# 寬底鱂
寬底鱂，為輻鰭魚綱鯉齒目鯉齒亞目底鱂科的其中一種，為溫帶淡水魚，被IUCN列為易危保育類動物，分布於北美洲美國密西西比州及路易斯安那州Tangipahoa與Amite河流域，體長可達6公分，棲息在靜止的溪流、池塘及洄水區，生活習性不明，可做為觀賞魚。

## 擴展閱讀
維基物種上的相關：寬底鱂